# Jard-sur-Mer
Jard-sur-Mer är en kommun i departementet Vendée i regionen Pays de la Loire i västra Frankrike. Kommunen ligger i kantonen Talmont-Saint-Hilaire som tillhör arrondissementet Les Sables-d'Olonne. År 2022 hade Jard-sur-Mer 3 046 invånare.

## Befolkningsutveckling
Antalet invånare i kommunen Jard-sur-Mer
| Referens: INSEE |